# Расскажи это лягушкам (Ходячие мертвецы)
«Расскажи это лягушкам» (англ. Tell It to the Frogs) — третий эпизод первого сезона пост-апокалиптического хоррор телесериала «Ходячие мертвецы». Впервые был показан на AMC в Соединённых Штатах, 14 ноября 2010 года. В эпизоде офицер Рик Граймс (Эндрю Линкольн) наконец воссоединяется со своей женой Лори (Сара Уэйн Кэллис), сыном Карлом (Чендлер Риггз) и лучшим другом Шейном Уолшем (Джон Бернтал), хотя это воссоединение недолговечно, когда он решает вернуться. в Атланту, чтобы спасти Мерла Диксона (Майкл Рукер) вместе с Дэрилом Диксоном (Норман Ридус), Гленном Ри (Стивен Ён), Ти-Догом (Айрон Синглтон) и Моралес (Хуан Пареха). Поняв, что её муж всё-таки жив, Лори заканчивает свой бурный роман с Шейном. Именно тогда Шейн выражает своё разочарование жестокому Эду Пелетье (Адам Минарович).

## Краткое содержание
Прикованный к трубе на крыше небоскрёба Мерл разговаривает сам с собой. В этот момент в дверь начинают ломиться зомби. Мерл выходит из оцепенения и из последних сил пытается ремнём дотянуться до ножовки, которая выпала из сумки с инструментами, оставленной Ти-Догом.
Тем временем в лагере выживших Лори стрижёт Карла, которому это не очень нравится. Тогда Шейн обещает мальчику научить его ловить лягушек. Неожиданно тишину в горах нарушает звук сигнализации. В лагерь на спортивном автомобиле въезжает Гленн. Он говорит, что не знает, как выключить «тревогу», и ему на помощь приходит Джим. Следом прибывает фургон, и семья Моралеса воссоединяется. Гленн рассказывает, что в Атланте им помог ещё один выживший — полицейский, как и Шейн. Рик выходит из фургона последним и видит жену и сына. Он не сдерживает эмоций, обнимая их.
Вечером Рик рассказывает, как очнулся в больнице, а Лори сказала, что считала его мёртвым. Рик благодарит Шейна за то, что спас его семью. Дейл спрашивает о том, как сказать Дэрилу о его брате, а Рик отвечает, что хочет сам сообщить эту новость. Тем временем у Шейна происходит небольшой конфликт с Эдом, который разжёг слишком большой костёр.
Позже Рик ночует в палатке, вместе с Лори и Карлом. Лори отдаёт ему обручальное кольцо, которое сохранила, и показывает альбом с фотографиями, который она забрала из дома. Увидев, что Карл уснул, они занимаются сексом.
Утром Рик обнаруживает, что Кэрол постирала и погладила его форму, а неподалёку Гленн скорбит по своей новой машине, которую Моралес, Дейл и Джим разобрали на запчасти. Рик объявляет, что собирается вернуться в Атланту за Мерлом, и в этот момент раздаются громкие крики детей. Выжившие бегут в лес и обнаруживают зомби, впившегося в шею оленю. Они обезглавливают его, когда из кустов появляется Дэрил. Он разочарован, так как это была его добыча. Шейн рассказывают Дэрилу о Мерле, и тот приходит в ярость и вытаскивает нож. Рику и Шейну приходится применить силу, чтобы обезоружить его. Дэрил, Рик, Гленн и Ти-Дог собираются вернуться в Атланту, чтобы спасти Мерла. Рик рассказывает о сумке с оружием, которую также было бы неплохо достать. Услышав о сумке, Шейн не стал препятствовать «спасательной группе». Он отдаёт Рику четыре патрона для его револьвера, а Рик забирает у Дейла кусачки, пообещав вернуть потерянную сумку с инструментами и отдать топливный шланг от фургона.
После отъезда группы Шейн начал учить Карла ловить лягушек в водоёме неподалёку. На другой стороне пруда женщины стирают бельё. Узнав, где находится Карл, Лори тоже спускается к водоёму, приказывает сыну вернуться в лагерь и требует от Шейна оставить её семью в покое. В этот момент Эд приближается к женщинам и требует, чтобы Кэрол пошла с ним. Андреа пытается не допустить Эда до Кэрол, и тот бьёт жену по лицу. В стычку вмешивается Шейн и жестоко избивает Эда. Кэрол в шоке и рыдает над лежащим Эдом.
Тем временем, оставив фургон на железнодорожных путях, Рик, Дэрил, Гленн и Ти-Дог пешком пробираются к небоскрёбу, поднимаются на крышу и обнаруживают окровавленную ножовку и отрезанную кисть Мерла.

## Производство
Именно в этом эпизоде впервые появляются нескольких известных персонажей телесериала и графических новелл — женоненавистник Эд Пелетье (Адам Минарович), кроткие домохозяйки, Кэрол Пелетье (Мелисса Макбрайд), и её дочь, София (Мэдисон Линтц). София Пелетье впервые появилась в томе «Дни Минувшие» в 2003 году. Мэдди Ломакс (Элиза Моралес) и Ноа Ломакс (Луис Моралес) — это дети Миранды Моралес (Вивиана Чавес). Нильса Кастро сыграла лаборанта CDC. Этот эпизод также знаменует появление известного персонажа, эксклюзивного для телесериала, Дэрила Диксона (Норман Ридус), опытного охотника и следопыта, который снискал популярность у телезрителей.

## Приём

### Критика
Леонард Пирс из AV Club поставил эпизоду «Расскажи это лягушкам» от A до A по шкале от F до A, назвав его «ключевым эпизодом, который задаёт тон всему первому сезону». Он похвалил этот эпизод, сказав, что он "сделал практически все, что нужно. Он углубил персонажей, укрепил отношения, раскрыл будущие конфликты и дал своим актёрам больше работы. Лучше всего то, что он вернулся к более медленному и более продуманному ритму. пилота ". Эрик Голдман из IGN также дал ему очень положительный отзыв, оценив эпизод на 8,5 баллов из 10. Голдман назвал эпизод «большим отскоком от несколько тусклого второго выпуска, предлагающего гораздо более насыщенный и увлекательный сюжет».

### Рейтинг
После первого показа 14 ноября 2010 года эпизод «Расскажи это лягушкам» посмотрело 5,07 миллиона зрителей, что немного больше, чем в предыдущем эпизоде.